# Jairo Rojas Rojas
Jairo Rojas Rojas ( 27 de septiembre de 1980 en Mérida, Mérida, Venezuela) es un poeta venezolano, licenciado en letras mención Historia del arte por la Universidad de los Andes. Sus estudios también abarcan la Medicina Tradicional China y el Shiatsu. Como poeta ha sido reconocido con premios importantes de su país entre los que destacan la XX edición del premio de poesía Fernando Paz Castillo, 2014, Caracas, Venezuela, la XIX Bienal literaria José Antonio Ramos Sucre, mención poesía, 2013, Cumaná, Venezuela, el III Concurso nacional de poesía del Festival Mundial de Poesía de Venezuela, 2012, Caracas, la IV Bienal nacional de literatura Ramón Palomares, mención poesía, 2011, Trujillo, Venezuela.

## Estilo
Su poética es una tentativa de registrar una experiencia transfigurada por medio de un lenguaje que oscila entre lo simbólico y lo sensorial. Si bien hay elementos referenciales y constantes como el paisaje andino, el cuerpo, la infancia del autor, la caminata, la familia, la mitología andina y la violencia social los límites de estos temas son permeables, enrareciendo con ese constante movimiento los lugares y la percepción. A este orden textual cabe añadir componentes visuales y sonoros que contribuyen a una obra pluridimensional.

## Obra poética
- El cuerpo constelado Archivado el 3 de marzo de 2022 en Wayback Machine.. Municipalidad de Lima: Lima, 2021.
- Parte del relámpago. Astromulo: Montevideo, 2021.
- Geometría de la grieta. Taller Blanco: Bogotá, 2020.
- Pasear lunático. Dios Dorado: Montevideo, 2018.
- Los plegamientos del agua. Fundación Centro de Estudios Latinoamericanos Rómulo Gallegos: Caracas, 2014.
- La O azul. Fundación Casa Nacional de las Letras Andrés Bello: Caracas, 2014
- La rendija de la puerta. Fundación Casa Nacional de las Letras Andrés Bello: Caracas, 2013.
- Antologías
- Cartografías resilientes. Compilación: Ender Rodríguez. LP5: Santiago de Chile, Chile, 2021.
- Nos siguen pegando abajo. Brevísima Antología Arbitraria Colombia-Venezuela. Compilación: Gladys Mendia y Néstor Mendoza. LP5: Santiago de Chile, Chile, 2020.
- Nubes: Poesía Hispanomericana. Compilación: Edda Armas. Pre-textos: Valencia, España, 2019.
- El puente es la palabra. Antología de poetas venezolanos en la diáspora. Compilación: Eleonora Requena y Kira Kariakin, Caritas de Venezuela: Caracas, 2019.
- Uruguachas. Poética en Uruguay, 2018. Compilación: Martín Barea Mattos. La Coqueta: Montevideo, 2018.
- #Nodos. Compilación: Gustavo Ariel Schwartz y Víctor Bermúdez. Next Door Publishers: Pamplona, España, 2017.
- Del caos a la intensidad. Vigencia del poema en prosa en sudamérica. Compilación: Claudio Archubi. Hijos de la lluvia editorial: Lima, 2016.
- Carpetas 002 / hojas de poesía. Compilación: Silvia Guerra. Fundación Nancy Bacelo: Montevideo, 2015.
- Destinos Portátiles. Muestra de poesía venezolana reciente. Compilación: Alejandro Sebastiani Verlezza y Adalber Salas Hernández . Vallejo & Co: Lima, 2015.
- Tiempos Grotescos. La joven poesía venezolana. Compilación: Diosce Martínez. La tribu de Frida: Sevilla, 2014.

## Premios y reconocimientos
- I concurso de crítica literaria periodística “100 años de Mario Benedetti”. 2021, Montevideo, Uruguay.
- XX edición del premio de poesía Fernando Paz Castillo, 2014, Caracas, Venezuela.
- XIX Bienal literaria José Antonio Ramos Sucre, mención poesía, 2013, Cumaná, Venezuela.
- III Concurso nacional de poesía del Festival Mundial de Poesía de Venezuela, 2012, Caracas.
- IV Bienal nacional de literatura Ramón Palomares, mención poesía, 2011, Trujillo, Venezuela.